# Luna (Isabela)
Luna é um município de  quinta classe de renda municipal (d) na província Isabela, nas Filipinas. De acordo com o censo de 1 de maio  de  2020 possui uma população de 20 697 pessoas e 5 253 domicílios.